# Oslavia
Oslavia (Oslavie in friulano, Oslavje in sloveno) è un quartiere della città di Gorizia di 641 abitanti, posto al di là dell'Isonzo, a circa due chilometri dal centro, sulle propaggini orientali del Collio, sulla strada per San Floriano del Collio.

## Storia
Trovandosi sulla destra dell’Isonzo, lungo la strada che unisce San Floriano a Gorizia, Oslavia, nel corso del primo conflitto mondiale, fungeva da valico sulla cresta delle colline che uniscono il Podgora al Sabotino. Venne occupata dal Regio Esercito con la quarta battaglia dell'Isonzo, successivamente riconquistata dall'Esercito austro-ungarico a gennaio del 1916 ed infine cadde nelle mani italiane con la "presa di Gorizia" del 1916, durante la sesta battaglia dell'Isonzo. 

## Economia
Il microclima, caratterizzato da notevole ventilazione ed escursione termica, consente la coltivazione della vite, favorita anche dal particolare tipo di terreno (detto ponca), composto da stratificazioni arenacee e marnose di origine eocenica. L'economia è basata sulla viticoltura.

## Monumenti e luoghi di interesse

### Il sacrario militare
Oslavia è nota soprattutto per il sacrario dedicato ai caduti della prima guerra mondiale.

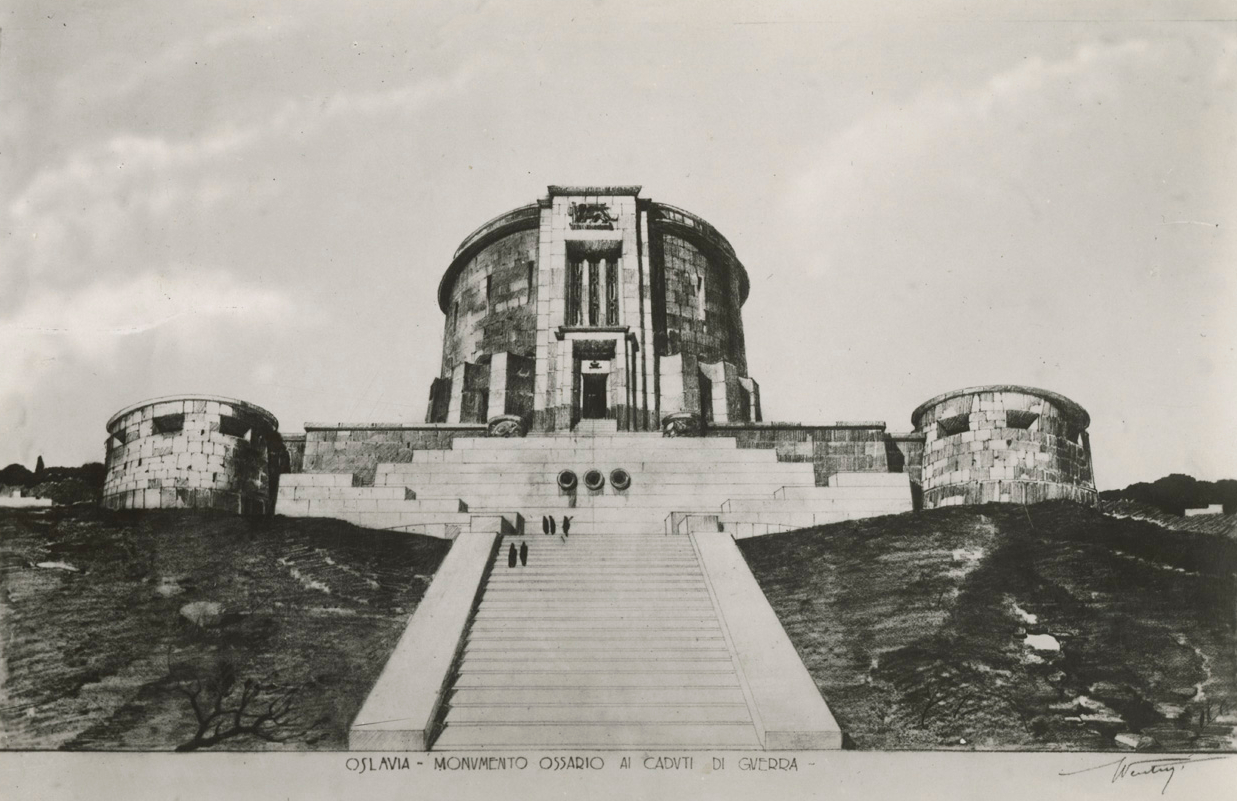
L'ossario in via di ultimazione

Il sacrario fu costruito nel 1938 su progetto di Ghino Venturi e presenta un imponente corpo centrale di forma cilindrica in pietra bianca, sulla sommità di una scalinata. Custodisce le spoglie di 57 741 soldati, di cui circa 36 000 ignoti, morti nelle battaglie di Gorizia. I militari sono per la stragrande maggioranza italiani, ma vi sono sepolti anche 540 soldati austriaci.
Tra i caduti italiani che vi trovano sepoltura ci sono anche 13 medaglie d'oro, tra cui il generale Achille Papa e il capitano Italo Stegher, entrambi uccisi alla Bainsizza e sepolti al centro della cripta.
Prima dell'erezione del sacrario militare alcune spoglie erano conservate al Cimitero dei quattro generali, collocato anch'esso a Oslavia, in corrispondenza della quota orografica 172 attorno alla quale si svolsero cruenti scontri nella prima guerra mondiale: il cimitero conservava i resti di 1 686 caduti italiani e di quattro generali (Achille Papa, Ferruccio Trombi, Nicola Tancredi Cartella e Alceo Cattalochino) da cui prese il nome. Tali salme vennero tumulate nel nuovo monumento nel 1938.
Ogni vespro la campana "chiara" rintocca in onore dei caduti.
Ogni 8 agosto, nell'anniversario della "presa di Gorizia" del 1916 durante la sesta battaglia dell'Isonzo, vi si tiene una cerimonia in memoria dei caduti di tutte le guerre.

## Galleria d'immagini

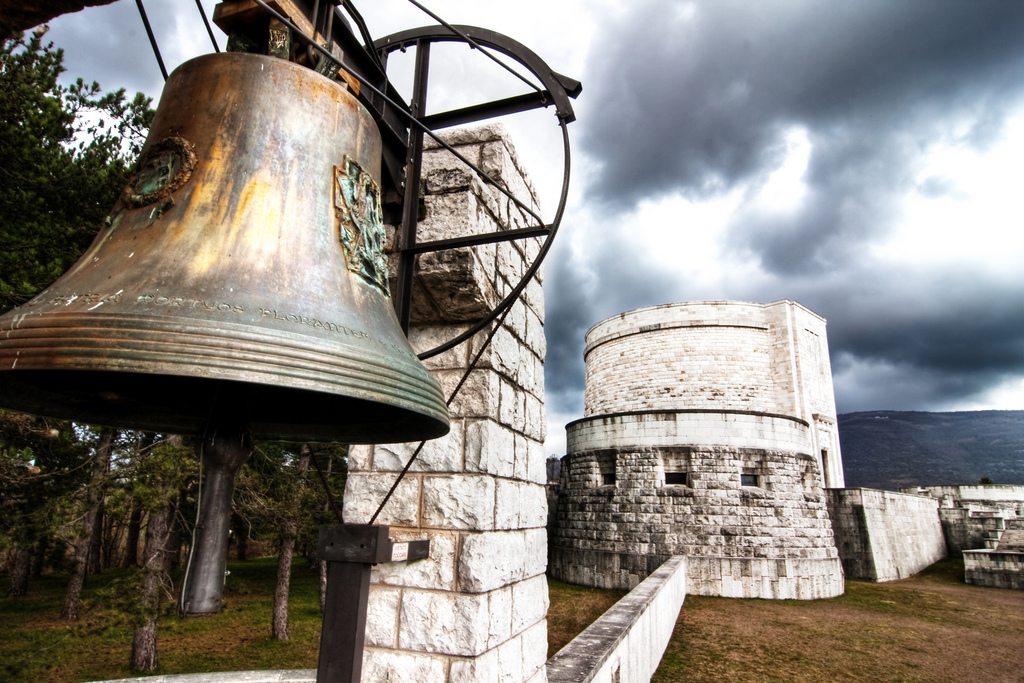
La "Campana Chiara" e il Sacrario
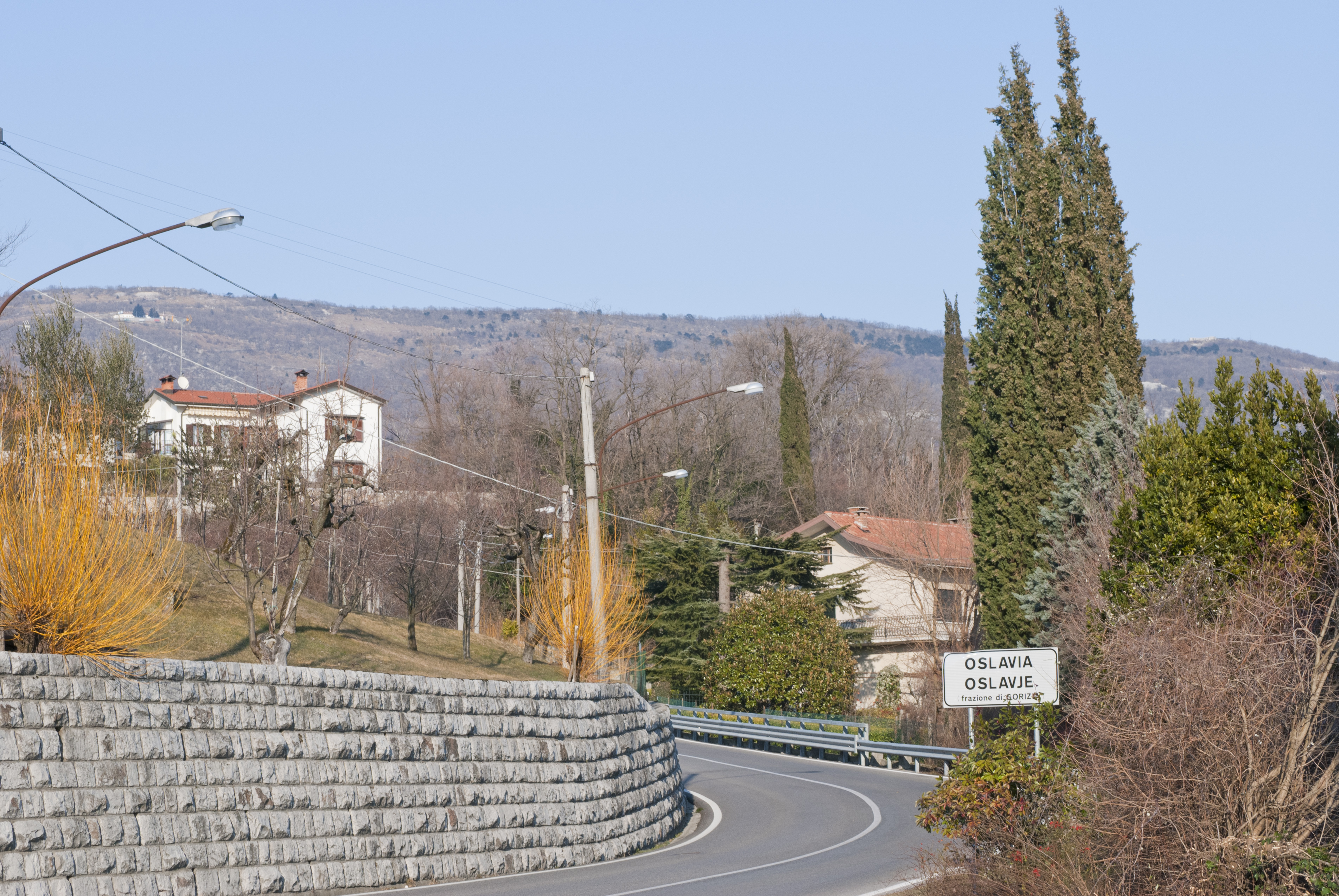
Principale accesso al quartiere di Oslavia da sud

### Annotazioni
1. ↑  Tra cui il colonnello decorato di Medaglia d'oro al valor militare Aurelio Robino.

### Fonti
1. ↑   Consigliere delegato di quartiere (PDF), su comune.gorizia.it.
2. ↑  Comune di Gorizia - Statuto
3. ↑  Gorizia Oggi
4. ↑  http://badigit.comune.bologna.it/fogg/dettaglio.aspx?CP=1041&ID=1044&from=sfoglia